# Кормье, Реаль
Реаль Поль Кормье (фр. Rhéal Paul Cormier; 23 апреля 1967, Монктон, Нью-Брансуик — 8 марта 2021, Кап-Пеле, там же) — канадский и американский бейсболист, питчер. Выступал за ряд клубов Главной лиги бейсбола с 1991 по 2007 год. В составе сборной Канады выступал на Олимпийских играх 2008 года. Член Национального Зала славы бейсбола Канады с 2012 года.

## Биография

### Ранние годы
Реаль Кормье родился 23 апреля 1967 года в Монктоне в Нью-Брансуике. Он был одним из пяти детей в семье водителя грузовика Рональда Кормье и его супруги Жанетт, которая работала упаковщицей на заводе по производству морепродуктов. Родители Кормье имели акадийское происхождение. В бейсбол он начал играть в детстве. Хоккеем, как многие канадские дети, он не занимался, так как экипировка стоила слишком дорого.
Детскую команду Монктона тренировал Арт Понтарелли, работавший скаутом в Главной лиге бейсбола и возглавлявший команду общественного колледжа Род-Айленда. При нём команда выиграла национальный чемпионат в своей возрастной категории, а Кормье был одной из её главных звёзд. В 1987 году Понтарелли пригласил его в колледж, за команду которого питчер выступал в течение двух сезонов. В 1988 году Кормье был включён в состав сборной Канады на Олимпиаду в Сеуле, где проводился показательный бейсбольный турнир. После окончания сезона он претендовал на трофей Дика Хаузера лучшему игроку студенческого бейсбола. В июне на драфте Главной лиги бейсбола Кормье был выбран клубом «Сент-Луис Кардиналс» в шестом раунде.

### Сент-Луис Кардиналс
В течение двух сезонов Кормье продвинулся в фарм-системе клуба до уровня AAA-лиги, где в конце 1990 года сыграл четыре матча за «Луисвилл Кардиналс». Весной 1991 года он получил приглашение на сборы с основным составом «Сент-Луиса», но сезон по решению тренера Джо Торри начал в «Луисвилле». В Главной лиге бейсбола Кормье дебютировал в августе 1991 года, заменив в составе «Кардиналс» травмированного Кена Хилла. В своём первом матче в роли стартового питчера он одержал победу над «Нью-Йорк Метс». До конца регулярного чемпионата Кормье сыграл в десяти матчах, одержав четыре победы при пяти поражениях с пропускаемостью 4,12.
Весной 1992 года Кормье пропустил часть сборов, заболев гриппом, но попал в состав команды благодаря травме Брина Смита. Сезон он начал с пяти поражений подряд, но вторую его часть провёл увереннее. Всего в регулярном чемпионате он одержал десять побед при десяти поражениях с пропускаемостью 3,68. В 1993 году, после неудачного старта, Кормье перевели в буллпен, где он начал играть агрессивнее. В сезоне 1994 года он смог вернуться в стартовую ротацию Кардиналс, но затем дважды попадал в список травмированных из-за проблем с плечом и спиной. Восстановиться Кормье смог к августу, когда чемпионат был остановлен из-за забастовки игроков.

### Бостон Ред Сокс и Монреаль Экспос
Весной 1995 года Джо Торри объявил, что Кормье снова начнёт сезон в буллпене команды, а позднее обменял игрока в «Бостон Ред Сокс». В новой команде он играл в стартовой ротации и как реливер, выиграв с «Бостоном» Восточный дивизион Американской лиги. В Дивизионной серии плей-офф, где «Ред Сокс» проиграли «Кливленду» 0:3, Кормье принял участие в двух играх, выйдя на замену.
В январе 1996 года его обменяли в «Монреаль Экспос». В канадском клубе Кормье рассматривали как центральную фигуру рекламной кампании, а игрок получил возможность стабильно выходить на поле в качестве стартового питчера. До конца августа он сыграл за команду в 27 матчах, а затем был внесён в список травмированных из-за проблем с локтем. Эта же травма привела к тому, что в 1997 году Кормье сыграл всего один матч. Ему была сделана операция Томми Джона, после которой он пропустил оставшуюся часть сезона.
Осенью 1997 года Кормье был отчислен из «Экспос». Последствия травмы продолжали беспокоить его. В 1998 году его пригласили в «Кливленд Индианс», но он сумел сыграть лишь три матча за команду AA-лиги «Акрон Аэрос». Осенью «Кливленд» объявил об отчислении игрока, который в январе 1999 года вернулся в «Ред Сокс».
В апреле 1999 года Кормье вернулся на поле в Главной лиге бейсбола после двухлетнего перерыва. В регулярном чемпионате он сыграл за «Бостон» в 60 матчах, как правило выходя на один иннинг в ключевых моментах концовок. Хороший форкбол позволял ему успешно играть против отбивающих, независимо от их стойки. В двух раундах плей-офф Кормье сыграл шесть матчей без пропущенных очков. Эту же роль он играл в команде в 2000 году, сыграв в 64 матчах чемпионата.

### Филадельфия Филлис
После окончания сезона 2000 года Кормье получил статус свободного агента и подписал трёхлетний контракт на 8,5 млн долларов с «Филадельфией». Руководители ряда других команд критиковали «Филлис» за это соглашение, приведшее к росту цен на рынке свободных агентов, но генеральный менеджер «Филадельфии» Эд Уэйд отвечал, что его команда, испытывавшая серьёзные проблемы с реливерами, не могла позволить себе просто участвовать в торгах. На весенние сборы Кормье приехал с больной спиной, что вызвало ещё больше вопросов к офису клуба.
Свой первый чемпионат в составе «Филлис» он провёл нестабильно, сыграв в 60 матчах всего 51 1/3 иннинг с пропускаемостью 4,21. В сезоне 2002 года эффективность Кормье снизилась ещё больше, в 54 матчах его показатель пропускаемости составил 5,25. Ситуацию изменил приход в «Филадельфию» тренера питчеров Джо Керригана, с которым Кормье работал в «Экспос» и «Ред Сокс». На старте чемпионата 2003 года он провёл серию из 19 1/3 иннингов без пропущенных очков. В целом сезон стал для него лучшим в карьере: Кормье сыграл в 65 матчах, одержав восемь побед при показателе ERA 1,70.
В 2004 году он принял участие в 84 матчах команды, показав второй в истории «Филадельфии» результат для реливера. Успешно действуя на поле, он был лидером и в раздевалке «Филлис». В том же году Кормье и его супруга Люсьенн получили гражданство США. После завершения сезона, сложившегося для «Филадельфии» неудачно, он думал о завершении карьеры, но решил остаться в клубе после увольнения главного тренера Ларри Бовы.
По ходу чемпионата 2005 года пропускаемость Кормье выросла до 5,89. Он пропустил много матчей из-за травм, в последние два месяца сезона появившись на поле лишь в 14 играх. В 2006 году он справился с проблемами со здоровьем, снова став одним из самых стабильных реливеров команды. В 43 сыгранных матчах его показатель ERA составил всего 1,59. Тем не менее, когда в июле Филлис лишились шансов на выход в плей-офф, Кормье обменяли в «Цинциннати Редс».

### Цинциннати Редс и завершение карьеры
После перехода он не смог играть на прежнем уровне. Эффективность Кормье снизилась, а «Редс» заняли только третье место в дивизионе. В 2007 году он сыграл за клуб всего шесть матчей и уже в мае был отчислен. Оставшуюся часть сезона он провёл на уровне AAA-лиги в составе «Ричмонд Брэйвз». После окончания чемпионата Кормье принял решение о завершении карьеры. Всего в Главной лиге бейсбола он отыграл шестнадцать сезонов, выйдя на поле в 683 матчах.
Несмотря на завершение клубной карьеры, в 2008 году Кормье был включён в состав национальной сборной Канады на Олимпийские игры в Пекине. Он стал самым возрастным игроком бейсбольного турнира игр. Соревнования стали последними в его спортивной карьере.

### После бейсбола
После окончания карьеры Кормье с семьёй проживал в Парк-Сити в Юте. В 2012 году его избрали в Национальный Зал славы бейсбола Канады. В 2014 году он получил приглашение сделать церемониальную подачу на игре, приуроченной к десятилетию открытия стадиона «Филадельфии Филлис» «Ситизенс-бэнк-парк».
Реаль Кормье скончался 8 марта 2021 года в деревне Кап-Пеле в Нью-Брансуике в возрасте 53 лет. Причиной смерти стал рак поджелудочной железы.